# 강원특별자치도의 마천루 목록
대한민국 강원특별자치도의 마천루 목록이다. 이 문서에는 강원도 남부 지역에 있는 마천루만을 기재하였으며, 강원도 북부 지역의 마천루는 포함하지 않았다. 대한민국의 「초고층 및 지하연계 복합건축물 재난관리에 관한 특별법」에 따르면 '초고층 건축물' 이란 층수가 50층 이상 또는 높이가 200m 이상인 건축물을 말한다.

## 가장 높은 마천루
본 목록은 완공되었거나, 상량식을 끝낸 마천루이다.
| 순위 | 이름                                | 사진 | 위치              | 높이 | 층수 | 완공 연도 | 비고                                        |
| ---- | ----------------------------------- | ---- | ----------------- | ---- | ---- | --------- | ------------------------------------------- |
| 1=   | 춘천 센트럴타워 푸르지오 101동      |      | 춘천시 온의동     | 163m | 49층 | 2022년    | 현재 강원특별자치도에서 가장 높은 건물이다. |
| 1=   | 춘천 센트럴타워 푸르지오 102동      |      | 춘천시 온의동     | 163m | 49층 | 2022년    | 현재 강원특별자치도에서 가장 높은 건물이다. |
| 1=   | 춘천 센트럴타워 푸르지오 103동      |      | 춘천시 온의동     | 163m | 49층 | 2022년    | 현재 강원특별자치도에서 가장 높은 건물이다. |
| 1=   | 춘천 센트럴타워 푸르지오 104동      |      | 춘천시 온의동     | 163m | 49층 | 2022년    | 현재 강원특별자치도에서 가장 높은 건물이다. |
| 1=   | 춘천 센트럴타워 푸르지오 105동      |      | 춘천시 온의동     | 163m | 49층 | 2022년    | 현재 강원특별자치도에서 가장 높은 건물이다. |
| 1=   | 춘천 센트럴타워 푸르지오 106동      |      | 춘천시 온의동     | 163m | 49층 | 2022년    | 현재 강원특별자치도에서 가장 높은 건물이다. |
| 7=   | 춘천 파밀리에 리버파크 101동        |      | 춘천시 근화동     | 132m | 42층 | 2024년    | [ 7 ]                                       |
| 8    | 속초디오션자이 103동                |      | 속초시 동명동     | 130m | 43층 | 2023년    | [ 8 ]                                       |
| 8=   | 속초디오션자이 102동                |      | 속초시 동명동     | 127m | 38층 | 2023년    | [ 9 ]                                       |
| 10   | 건강보험심사평가원                  |      | 원주시 반곡관설동 | 126m | 27층 | 2015년    | 2015년 12월 7일에 완공되었다.               |
| 11=  | 속초 양우내안애 오션스카이 101동    |      | 속초시 조양동     | 121m | 37층 | 2021년    | [ 11 ]                                      |
| 11=  | 속초 양우내안애 오션스카이 102동    |      | 속초시 조양동     | 121m | 37층 | 2021년    | [ 11 ]                                      |
| 11=  | 춘천 파밀리에 리버파크 102동        |      | 춘천시 근화동     | 121m | 38층 | 2024년    | [ 12 ]                                      |
| 14   | 속초디오션자이 101동                |      | 속초시 동명동     | 119m | 40층 | 2023년    | [ 13 ]                                      |
| 15   | 국민건강보험공단                    |      | 원주시 반곡관설동 | 117m | 27층 | 2015년    | [ 14 ]                                      |
| 16=  | 온의동 롯데캐슬 스카이클래스 102동  |      | 춘천시 온의동     | 116m | 39층 | 2015년    | 2015년 11월부터 입주가 시작되었다.          |
| 16=  | 온의동 롯데캐슬 스카이클래스 103동  |      | 춘천시 온의동     | 116m | 39층 | 2015년    | 2015년 11월부터 입주가 시작되었다.          |
| 16=  | 온의동 롯데캐슬 스카이클래스 106동  |      | 춘천시 온의동     | 116m | 39층 | 2015년    | 2015년 11월부터 입주가 시작되었다.          |
| 19=  | 두진 하트리움시티 103동             |      | 원주시 일산동     | 113m | 38층 | 2019년    | 2019년 5월부터 입주한 아파트이다.           |
| 19=  | 두진 하트리움시티 104동             |      | 원주시 일산동     | 113m | 38층 | 2019년    | 2019년 5월부터 입주한 아파트이다.           |
| 19=  | 힐스테이트 속초 센트럴 101동        |      | 속초시 중앙동     | 113m | 36층 | 2021년    | [ 20 ]                                      |
| 19=  | 힐스테이트 속초 센트럴 102동        |      | 속초시 중앙동     | 113m | 36층 | 2021년    | [ 21 ]                                      |
| 23   | 강릉 유천 유승한내들 더퍼스트 102동 |      | 강릉시 유천동     | 112m | 39층 | 2021년    | [ 22 ]                                      |
| 24   | 두진 하트리움시티 101동             |      | 원주시 일산동     | 111m | 38층 | 2019년    | 2019년 5월부터 입주한 아파트이다.           |
| 25   | 보광휘닉스파크 블루동               |      | 평창군 봉평면     | 110m | 26층 | 1995년    | [ 24 ]                                      |
| 26=  | 하이원 그랜드 호텔 메인타워         |      | 정선군 사북읍     | 107m | 24층 | 2003년    | [ 25 ]                                      |
| 26=  | 하이원 그랜드 호텔 컨벤션타워       |      | 정선군 사북읍     | 107m | 24층 | 2003년    |                                             |
| 28   | 강원랜드                            |      | 정선군 사북읍     | 104m | 24층 | 2000년    | [ 26 ]                                      |
| 29=  | 강릉 유천 유승한내들 더퍼스트 101동 |      | 강릉시 유천동     | 103m | 39층 | 2021년    | [ 27 ]                                      |
| 29=  | 강릉 유천 유승한내들 더퍼스트 103동 |      | 강릉시 유천동     | 103m | 39층 | 2021년    | [ 28 ]                                      |
| 29=  | 강릉 유천 유승한내들 더퍼스트 104동 |      | 강릉시 유천동     | 103m | 39층 | 2021년    | [ 29 ]                                      |
| 29=  | 강릉 유천 유승한내들 더퍼스트 105동 |      | 강릉시 유천동     | 103m | 39층 | 2021년    | [ 30 ]                                      |
| 33   | 속초 아이파크 스위트 호텔           |      | 속초시 동명동     | 100m | 27층 | 2023년    | [ 31 ]                                      |

## 구조물
| 이름                       | 사진 | 위치          | 높이 | 층수 | 완공 연도 | 비고 |
| -------------------------- | ---- | ------------- | ---- | ---- | --------- | ---- |
| 99강원국제관광엑스포상징탑 |      | 속초시 조양동 | 74m  | 15층 | 1999년    |      |

## 미완공 마천루

### 공사중인 마천루
이 목록은 현재 강원특별자치도에서 공사가 진행중인 마천루이다.
| 이름                           | 상태   | 도시          | 높이 | 층수 | 완공 예정  | 비고   |
| ------------------------------ | ------ | ------------- | ---- | ---- | ---------- | ------ |
| 인스케이프 양양 바이 파르나스  | 공사중 | 양양군 강현면 | 174m | 39층 | 2026년     | [ 32 ] |
| 춘천 시온 숲속의 아침 뷰 201동 | 공사중 | 춘천시 근화동 | 124m | 37층 | 2025년 2월 |        |
| 춘천 시온 숲속의 아침 뷰 202동 | 공사중 | 춘천시 근화동 | 124m | 37층 | 2025년 2월 |        |
| 춘천 시온 숲속의 아침 뷰 203동 | 공사중 | 춘천시 근화동 | 124m | 37층 | 2025년 2월 |        |
| 브라운스톤 양양                | 공사중 | 양양군 강현면 | 107m | 34층 | 2025년     | [ 33 ] |
| 플럼바고 양양                  | 공사중 | 양양군 양양읍 | -    | 34층 | 2025년     | [ 34 ] |

### 계획중인 마천루
현재, 계획이 진행중인 마천루 목록이다.
| 이름                         | 위치          | 높이 | 층수 | 완공 예정 | 비고 |
| ---------------------------- | ------------- | ---- | ---- | --------- | ---- |
| 양양 낙산 더뷰 컨시어지 호텔 | 양양군 강현면 | 160m | 47층 | 2027년    |      |

## 같이 보기
- 강원특별자치도
- 마천루 목록
- 아시아의 마천루 목록
- 대한민국의 마천루 목록